# Arborophila chloropus merlini
La pernice dell'Annam (Arborophila chloropus subsp. merlini (Delacour & Jabouille, 1924)) è un uccello della famiglia Phasianidae.
Sottospecie endemica del Vietnam, vive nelle foreste della Catena Annamita. La si può trovare nel Parco nazionale di Bach Ma.